# André Droitcourt
André Droitcourt, né le 7 décembre 1932 à Pange en Moselle, et mort le 2 décembre 2009 dans le 5e arrondissement de Marseille, était un homme politique français.

## Biographie
Il est maire de Gondrecourt-le-Château de 1965 à 1994. Il est élu conseiller général du canton de Gondrecourt-le-Château pour la première fois lors des élections cantonales françaises de 1973.
Suppléant de Gérard Longuet dans la Première circonscription de la Meuse, il remplace celui-ci lors de son entrée au gouvernement et siège à l'Assemblée nationale du 2 mai 1993 jusqu'à la fin de la législature le 21 avril 1997, son mandat étant écourté à la suite d'une dissolution parlementaire par Jacques Chirac.

## Détails des fonctions et des mandats

### Mandats parlementaires
- Assemblée nationale
  - 2 mai 1993 - 21 avril 1997 : Député (suppléant) de la 1re circonscription de la Meuse (Xe législature)

### Mandats locaux
- Conseil général
  - 30 septembre 1973 - 25 mars 1979 : Conseiller général du canton de Gondrecourt-le-Château
  - 25 mars 1979 - 17 mars 1985 : Conseiller général du canton de Gondrecourt-le-Château
  - 17 mars 1985 - 29 mars 1992 : Conseiller général du canton de Gondrecourt-le-Château
  - 29 mars 1992 - 1993 : Conseiller général du canton de Gondrecourt-le-Château

- Mairie
  - 1965 - 1994 : Maire de Gondrecourt-le-Château